# Federazione italiana guide esploratrici
La Federazione italiana guide esploratrici (FIGE), era l'organizzazione federale italiana che univa le due associazioni di guide italiane riconosciute dall'Associazione mondiale guide ed esploratrici (AMGE), ossia l'Associazione guide italiane (AGI) e l'Unione nazionale giovani esploratrici italiane (UNGEI), rappresentandole a tutti i livelli internazionali. Fondata nel 1945, nel 1986 si fuse con la Federazione esploratori italiani (FEI) nella Federazione italiana dello scautismo (FIS).

## Ragione di esistenza
L'Associazione mondiale guide ed esploratrici ha sempre avuto la regola di riconoscere una sola organizzazione di guide in ogni nazione. Qualora in una nazione siano presenti più associazioni, l'organizzazione nazionale riconosciuta deve essere una federazione cui aderiscono tutte le suddette associazioni.
La presenza di più associazioni è consentita solo per motivi linguistici o confessionali. In quest'ultimo caso, almeno una delle associazioni deve essere aperta a tutte le ragazze indipendentemente dalla loro religione.
Nel caso dell'Italia, la presenza di più associazioni nella FEI era giustificata dal fatto che l'AGI aveva una proposta di tipo confessionale (cattolica), mentre l'UNGEI aveva una proposta aperta a tutte le religioni.

## Storia
Nel 1945, dopo la caduta del fascismo che aveva costretto lo scautismo in clandestinità, l'UNGEI riprese le attività. Si pose dunque il problema di riallacciare i rapporti con gli organismi mondiali, ufficialmente interrotti nel 1927. Poiché nel frattempo, il 28 dicembre 1943, era nata l'Associazione guide italiane, per la regola di una sola organizzazione per nazione fu necessario costituire una federazione.
L'atto costitutivo fu firmato il 27 luglio 1945 alla presenza di Lady Olave Baden-Powell. La federazione fu immediatamente riconosciuta dall'AMGE.
Il 4 maggio 1974 l'AGI si fonde con l'Associazione Scouts Cattolici Italiani (ASCI). Nasce così l'Associazione Guide e Scouts Cattolici Italiani (AGESCI), che prende il posto dell'AGI nella FIGE. Il 30 ottobre 1976 l'UNGEI si fonde con il Corpo Nazionale Giovani Esploratori Italiani, e la nuova entità prende il nome di Corpo Nazionale Giovani Esploratori ed Esploratrici Italiani. La FIGE si trovò dunque ad avere la stessa composizione della Federazione esploratori italiani (FEI). Nel 1978 la FEI cambiò nome, divenendo Federazione italiana dello scautismo (FIS), e modificò radicalmente lo statuto, per rendere possibile una fusione con la FIGE, poi avvenuta nel 1986.